# André Lacroix (archiviste)
 (mai 2025).
Motif : Sources?
- Archive Wikiwix
- Bing
- Cairn
- DuckDuckGo
- E. Universalis
- Gallica
- Google
- G. Books
- G. News
- G. Scholar
- Persée
- Qwant
- (zh) Baidu
- (ru) Yandex
- (wd) trouver des œuvres sur Wikidata

| 1. | Préciser le motif de la pose du bandeau. | Précisez le motif de la pose du bandeau en utilisant la syntaxe suivante : {{admissibilité à vérifier\|date=mai 2025\|motif=remplacez ce texte par le motif}}                                   |
| 2. | Informer les utilisateurs concernés.     | Pensez à avertir le créateur de l'article, par exemple, en insérant le code ci-dessous sur sa page de discussion : {{subst:avertissement admissibilité à vérifier\|André Lacroix (archiviste)}} |

Pour les articles homonymes, voir André Lacroix et Lacroix.
André Lacroix, né en 1824 à Hauterives dans la Drôme, mort à Valence le 5 juillet 1910, est un archiviste et historien français.

## Biographie
De parents agriculteurs, André Lacroix est élève au petit séminaire de Valence, au grand séminaire de Romans-sur-Isère puis enseignant de 1848 à 1856, notamment instituteur à Chanos-Curson et à Hauterives.
Il est ensuite journaliste de 1856 à 1860 : rédacteur en chef du Courrier de la Drôme et de l'Ardèche, il collabore aussi à la revue drômoise L'ami des familles, à la Muse des familles et il écrit des articles dans le Dauphiné. En 1861, il est nommé archiviste départemental de la Drôme par le préfet Antoine Ferlay, ce qui l'amène à écrire de très nombreux ouvrages sur l'histoire locale. Il est aussi le fondateur de la Société d'archéologie et de statistique de la Drôme et s'intéresse également beaucoup aux dialectes et aux patois.
À propos du palais idéal du facteur Cheval, il écrit : "Il n'est pas permis de passer à Hauterives sans visiter le travail de patience et de bon goût du facteur qui, n'ayant jamais reçu de leçon d'architecture, laissera après lui une œuvre fort curieuse".

## Distinctions
- Chevalier de la Légion d'honneur en 1897

## Publications
Une liste exhaustive de ses ouvrages comporterait plus de 400 titres. Citons :
- L'arrondissement de Montélimar : géographie, histoire et statistique (8 tomes écrits de 1868 à 1893)
- Romans et Bourg-de-Péage avant 1790 : archéologie, histoire et statistique, Valence, 1897
- "Les poètes patois du Dauphiné", BSAD, tomes VI et VII[1]